# Ugo Ehiogu
Ugo Ehiogu est un footballeur britannique, né le 3 novembre 1972 à Hackney (Grand Londres) et mort le 21 avril 2017 à Londres (Angleterre).

## Biographie
Mesurant 1,89 m et pesant 93 kg, Ugo Ehiogu évoluait au poste de défenseur.
Ugo Ehiogu est international anglais (4 sélections).

### Carrière
- 1989-1991 : West Bromwich Albion
- 1991-2000 : Aston Villa
- 2000-2006 : Middlesbrough
- 2006-déc. 2006 : Leeds United
- 2007-2008 : Glasgow Rangers
- 2008-2009 : Sheffield United[2]

Le 24 août 2012, il sort de sa retraite pour signer au Wembley FC (en), pour y jouer les matches de FA Cup exclusivement à l'instar d'autres anciens professionnels célèbres tels que Ray Parlour, Martin Keown, Claudio Caniggia, Brian McBride et Graeme Le Saux.
Après sa carrière de footballeur, il a fondé son label de musique Dirty Hit (en) et s'est reconverti comme entraîneur. Il a occupé le poste d'adjoint de Peter Taylor pour l'équipe d'Angleterre U20, puis s'est investi auprès de l'académie de Tottenham Hotspur jusqu'à devenir l'entraîneur de celle-ci en juillet 2014.
C'est d'ailleurs au centre d'entraînement des Spurs qu'il a été victime d'un arrêt cardiaque le 20 avril 2017 dont il décédera le lendemain.

## Palmarès
- Vainqueur de la Coupe de la ligue en 2004 (Middlesbrough)
- Finaliste de la Coupe UEFA en 2006 (Middlesbrough)
- Finaliste de la FA Cup en 2000 (Aston Villa)
- 4 sélections en équipe d'Angleterre de football (la première en 1996 contre la Chine) pour 1 but inscrit (le 28 février 2001 pour une victoire 3-0 en amical contre l'Espagne)